# Në sytë e mi
Në sytë e mi (svenska: i mina ögon) är en poplåt framförd av den kosovoalbanska sångerskan Teuta Kurti. Låten är hennes fjärde bidrag till Festivali i Këngës då hon deltar med den i Festivali i Këngës 54 i december 2015.
Låten är skriven och komponerad av Sokol Marsi som bland annat stod bakom Aurela Gaçes vinnarbidrag i tävlingen 2010, "Kënga ime". Enligt Kurti är låten en kärlekssång som handlar om en kär flicka. Låten släpptes officiellt på RTSH:s officiella webbplats 4 december 2015. Kurti kommer att framföra låten live för första gången i Festivali i Këngës första semifinal den 25 december 2015.